# Jacqueline Caurat
Jacqueline Caurat est une présentatrice, animatrice de télévision et journaliste française, née le 23 juillet 1927 à Croydon (Royaume-Uni) et morte le 22 mai 2021 à Paris 15e.

## Biographie

### Jeunesse et formation
Jacqueline Caurat naît en juillet 1927, de son père Fernand Caurat, négociant, et de sa mère Paule Canon.
Elle étudie au lycée de Saint-Cloud.

### Carrière
Après quelques rôles au cinéma dans les  années 1940 et 1950, Jacqueline Caurat doit renoncer à sa carrière de comédienne en raison d'ennuis pulmonaires. Elle débute derrière les caméras en tant que « voix off », puis apparaît en 1952 à l'écran sur la RTF, d'abord comme speakerine puis comme animatrice.
À partir de 1953, à l'occasion du couronnement d'Élisabeth II, car elle parle l'anglais, elle devient définitivement speakerine officielle de la RTF sur l'unique chaîne de télévision française. Elle y anime également de nombreuses émissions scolaires en partenariat avec l'Éducation nationale, ainsi que des émissions religieuses.
En 1959, elle interprète son propre rôle dans le film Mon pote le gitan aux côtés de Louis de Funès.
Son père est un philatéliste amateur passionné. Très jeune, elle s'intéresse, comme son père, aux timbres de collection ; on lui offre son premier album de timbres à l'âge de 8 ans.
À partir de 1961, elle popularise la philatélie en présentant avec Lucien Berthelot l'émission Télé-Philatélie où elle fait les reportages, les commentaires et les recherches. La première émission, consacrée au nouveau timbre la Marianne de Cocteau, voit le ministre des PTT de l'époque, Michel Maurice-Bokanowski, présenter quelques esquisses du timbre, puis lors de l'entrevue avec Jean Cocteau, celui-ci esquisse son timbre sur une vitre de la villa de Saint-Jean-Cap-Ferrat (Santo Sospir), avec le rouge à lèvres de la journaliste, avant de présenter d'autres esquisses. Elle anime cette émission pendant 22 ans.
En 1964, elle reste une des principales speakerines de la première chaîne de télévision française de l'ORTF.
En 1969, elle est une des victimes de l'émission La Caméra invisible. On lui fait croire qu'il y a une panne technique. Seule à l'antenne, elle parvient à faire patienter le téléspectateur pendant un quart d'heure.
En 1975, elle quitte son rôle de speakerine et va présenter sur TF1 le magazine féminin diffusé tous les soirs vers 18 h 30. Même année jusqu'en 1983, elle continue à produire avec son mari, Jacques Mancier et à présenter l'émission Philatélie-Club. Elle y a interrogé des collectionneurs célèbres comme Rainier III de Monaco, ainsi que des dessinateurs et graveurs de timbres.
Elle a aussi tenu une rubrique « Philatélie Flash » dans le magazine Pilote dans les  années 1960, une rubrique « Philatélie » dans le magazine Notre Temps dans les  années 1970  et  années 1980  et enregistra également des disques d'histoires pour enfants.

### Vie privée

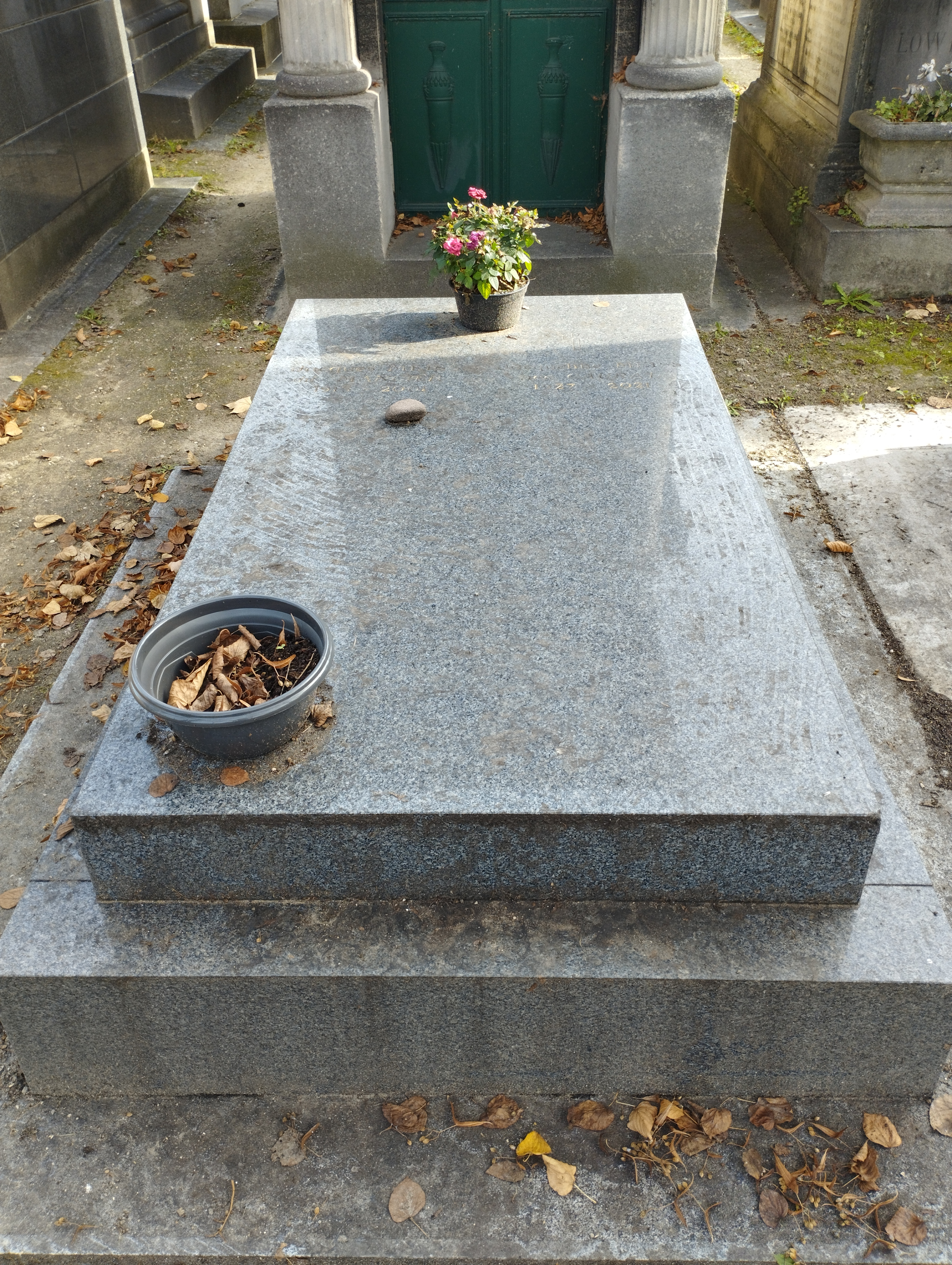
Tombe de Jacqueline Caurat et Jacques Mancier au cimetière du Montparnasse (division 30).

Mariée en 1952 avec le comédien Jacques Mancier, Jacqueline Caurat a une fille : Caroline, née en 1961.

### Mort
Jacqueline Caurat meurt le 22 mai 2021 à l'hôpital Cognacq-Jay dans le 15e arrondissement de Paris à l'âge de 93 ans. Ses obsèques ont lieu le 2 juin à l'église Notre-Dame-de-l'Assomption (16e arrondissement de Paris), suivies de l'inhumation dans l'intimité auprès de Jacques Mancier au cimetière du Montparnasse (division 30).

## Filmographie

### Longs métrages
- 1947 : Les Aventures de Casanova de Jean Boyer : la bonne de Clotilde
- 1947 : La Grande Maguet de Roger Richebé
- 1948 : Les souvenirs ne sont pas à vendre de Robert Hennion
- 1957 : Sénéchal le magnifique de Jean Boyer : Nicole
- 1959 : Le fauve est lâché de Maurice Labro : la présentatrice de télévision
- 1959 : Oh ! Qué mambo de John Berry : la présentatrice de télévision
- 1959 : Mon pote le gitan de François Gir : le reporter

### Court métrage
- 1959 : Madame Valentin, 3ème gauche de Jean Lehérissey : la speakerine

### Téléfilm
- 1960 : Week-end surprise d'André Leroux : la speakerine

### Série télévisée
- 1952 : Foreign Intrigue de Marcel Cravenne : Marietje (épisode Diamonds)

## Émissions présentées par Jacqueline Caurat
- Faites-le vous-même (1959) - Une émission destinée aux enfants. Coprésentée avec Jean Michel.
- Magazine féminin (1959) - rubriques sur la beauté, la mode et la décoration.
- Télé-Philatélie, (1961-1975) coprésentée avec Lucien Berthelot
- Journal télévisé (1961-1962) - rubrique sur la consommation
- Kiplitou (1962) - émission consacrée à l'origami (Jacqueline Caurat y apparaît en geisha)
- Philatélie Flash (1969-1975) - rubrique philatélique dans Midi Magazine puis dans le journal télévisé de 13 h.
- Philatélie club (première émission le 25 janvier 1975) - à la suite de Télé-Philatélie. Elle s'arrêta en 1983[11] en raison de l'état de santé de son époux Jacques Mancier.

## Discographie
- Papouf l'éléphant : 45 tours, label Juvenilia Disque, référence JD-G101, sortie : décembre 1958.
- Rosalie va à la ville : 45 tours, label Geldage Juvenilia Disque, référence G 109.
- Le roman de Renard : 45 tours, label Geldage Juvenilia Disque.
- La Chèvre du Père Julien : 45 tours, label Président, référence PLE 4503, année de parution : 1962.
- Alice aux pays des merveilles : 45 tours flexible, label Juvenilia - Gédalge, référence JD - G102.
- Jacqueline Caurat raconte les Instruments de Musique à Clavier : 33 tours 25 cm, label IM, référence E42.
- Une ouverture vers le bonheur : 45 tours, label Édition du Beau-Site, référence Disc BS 4001.
- La kermesse aux devinettes : 33 tours 25 cm, Bel Air, référence 311.012

## Publication
- Le Monde merveilleux des timbres-poste, Paris, éd. Gautier-Languereau, 1967

préface de Lucien Berthelot, membre de l'Académie de philatélie, président de la Fédération internationale de philatélie. L'ouvrage comprend deux parties : une histoire postale de l'Europe et une introduction à la collection de timbres-poste.

## Vidéographie
- Gauthier Toulemonde, Frédéric Giorgetti et Philippe Dordet, Jacqueline Caurat : confidences ... et reportage, Paris, Francetélévisions distribution, Timbropresse, 2008.

## Distinctions
- Officier de l'ordre national du Mérite